# Druckmarke

Kombinierte Schneid-, Pass- und Farbmarke für CMYK

Druckmarken werden im Druckwesen verwendet, um den Druck nach Farbe, Position und Qualität zu kontrollieren. Sie werden in der Regel am Rand positioniert und später weggeschnitten. Zu den klassischen Druckmarken gehören Beschnittzeichen, Passmarken, Beschnittzugabenmarken sowie Farbkontrollstreifen, im Desktoppublishing (DTP) kommen ggfs. Name des Farbauszugs, Dateiname und Datum der Erstellung hinzu. Druckmarken können in den jeweiligen DTP-Programmen wie InDesign, PageMaker, QuarkXPress oder Scribus manuell oder automatisch erzeugt werden.
Druckmarken sind zu unterscheiden von Druckermarken.

## Historische Druckmarken
Bei historischen Drucken sind die Druckmarken meist noch vorhanden, hauptsächlich Kustoden und Bogensignaturen, um dem Handbuchbinder die Arbeit beim Kollationieren zu erleichtern.

## Klassische Druckmarken
Beschnittzeichen/FalzmarkenBeschnittzeichen werden außerhalb der Dokumentenseite entlang der Seitenkanten des Spiegels gesetzt und zeigen, wie das Blatt nach dem Druck beschnitten werden soll. Falzmarken liegen am Blatt innerhalb des Spiegels zwischen Kolumnen und zeigen, wo das Blatt gefaltet (gefalzt) werden muss. Beschnittzeichen werden mit einer durchgehenden und Falzmarken in einer gestrichelten Linie mit einer Stärke von 0.25 Punkt, Länge 5–7 mm mit einem 3 mm Abstand zur Nutzfläche und zum Seitenrand gesetz, ergibt min. 11–13 mm Beschnittzugabe.
Beschnittzugabenmarkensind Marken, die anzeigen, welcher zusätzliche Raum dem Beschnitt zuzugeben ist. Die Striche werden gedruckt, um die Schneidemaschine einzurichten oder die Positionierung der Schnitte zu überprüfen. Der sicherheitshalber angefügte Raum außerhalb der geplanten Seite heißt Beschnittzugabe. Diese wird im Idealfall nicht gedruckt, könnte aber unter Ausnutzung aller Toleranzen auf die Seite gelangen.
Passmarken (auch Passer) sind meist Linien, Kreuze oder Kreise zur genauen Positionierung der einzelnen Farben aufeinander.
Farbkontrollstreifensind Bildstreifen mit allen Druckfarben. Sie haben meist Felder für CMYK in abgestufter Deckkraft und einigen Kombinationen der Farben.

## Druckmarken des DTP
Name der Datei und Datumwerden bei den meisten Programmen automatisch ausgegeben.
Name des Farbauszugsgeben an, mit welcher Prozess- oder Schmuckfarben der Farbauszug zu drucken ist, beispielsweise Cyan, Magenta, Yellow, Black oder HKS 45.

## Beispiel: DTP-Kombimarke
Die kombinierte Schneid-, Pass- und Farbmarke (siehe Bild) kann (als CMYK-TIFF- oder CMYK-EPS-Datei) manuell im Layout platziert werden, z. B. bei Mehrfach-Nutzen von Akzidenzdrucksachen auf einem Druckbogen.